# Marolo de Milão
Marolo (em latim: Marolus; m. 23 de abril de 423) foi um bispo de Mediolano (atual Milão) de 408 a 423. Ele é considerado santo pela Igreja Católica e sua festa ocorre em 23 de abril.

## Vida
Segundo os escritos do começo do século VI do bispo de Pavia Magno Félix Enódio, nasceu às margens do Tigre, na Mesopotâmia. Provavelmente devido às perseguições de Sapor II (r. 309–379), Marolo mudou-se antes de 380 para a Síria, onde cresceu. Ele mais tarde mudou-se para Roma, onde tornou-se amigo do papa Inocêncio I (r. 401–417), e finalmente para Mediolano (Milão), onde tornar-se-ia bispo em 408.
Marolo foi bispo de Mediolano durante uma invasão da Itália pelos visigodos e ele ajudou as vítimas do ataque. Ele provavelmente teria levado à cidade as relíquias dos santos Bábilas de Antioquia e Romano de Cesareia, anteriormente guardadas em Antioquia, e fundou uma igreja na cidade conhecida como Basílica do Concílio dos Santos ou Igreja de São Romano, atualmente não mais existente, perto da Igreja de São Bábilas. Marolo morreu em 23 de abril de 423 e foi enterrado na Igreja dos Santos Nazário Maior.